# Nicolas Ardouin
Pour les articles homonymes, voir Ardouin.
Nicolas Ardouin, né le 7 février 1978 à La Rochelle en France, est un footballeur français qui évolue au poste de gardien de but.

## Carrière
- 1997-1999 : Girondins de Bordeaux (CFA)
- 1999-2000 : Grenoble Foot 38 (National)
- 2000-2002 : La Roche Vendée Football (National)
- 2002-2004 : ASOA Valence (19 matchs en D2)
- 2004-2008 : Deportivo Alavés (D1 / D2 espagnole)
- 2008-2009 : AFC Tubize (D1 belge)[1]
- 2010-2013 : Stade bordelais (CFA)